# Дом Апостолопуло
Дом Апостолопуло (Дом Алафузова) — старинный особняк в Таганроге (ул. Фрунзе, 26). Расположен на земельном участке, находящемся на углу ул. Фрунзе и Итальянского переулка.

## История
По указу, изданному  в 1806 году императором Александром Первым, при разделе земли в окрестностях Таганрога поселянин Иван Апостолопуло получил надел земли в размере 150 десятин.
Строение по Николаевской улице, 28 (ныне ул. Фрунзе, 26) в начале 1870-х годов принадлежало мещанке Марии Апостолопуло.
В конце 1880-х годов дом приобрел провизор Яков Соломонович Парнох. Следовательно, с высокой долей вероятности в этом доме родились его дети, впоследствии известные как Валентин Парнах (1891—1951) и Елизавета Тараховская (1891—1968).
В начале 1890-х годов дом купила зажиточная крестьянка Клеопатра Карповна Краснокутская, а в начале XX века зданием уже владел присяжный поверенный Окружного суда Константин Константинович Попандопуло.
Около 1910-х годов Дом Апостолопуло приобрел 50-летний потомственный почетный гражданин Николай Николаевич Алафузов, считавшийся богатым домовладельцем. В источниках этот дом иногда называют домом Алафузова, по имени последнего домовладельца. На его квартиру в октябре 1914 года было совершено дерзкое вооруженное нападение, однако несмотря на тщательный обыск в квартире, преступники ничего не нашли кроме того, что сам Алафузов отдал имеющиеся при нем 115 рублей и золотые часы с массивной цепочкой.
В середине 1980-х годов в подвале этого дома была оборудована мастерская художников Леонида Стуканова и Юрия Шабельникова, преподававших в Таганрогской детской художественной школе.
С середины 1990-х в доме располагалась аптека.
В середине 2000-х годов здание было выкуплено владельцами ИТ-компании «Коралл-Микро», которые разместили в нём магазин компьютерной и офисной техники «Офисный мир КМ», а также сервисный центр.
В августе 2019 года в доме ночью случился пожар. Выгорели деревянные перекрытия и кровля на площади 100 кв. м., люди не пострадали. В ликвидации пожара участвовали 17 человек личного состава МЧС и пять единиц техники.

## Архитектурные особенности
Архитектурная критика 1870—1880-х годов высоко оценивала возникшее в те времена направление, основанное на программном смешении мотивов разных архитектурных стилей (чаще всего ренессанса, барокко и раннего классицизма). Здания такого типа были в большом количестве построены в Таганроге в последней трети XIX века, и дом Апостолопуло — один из них.

## Известные обитатели
- Парнох, Яков Соломонович (1847—1912) — провизор, владелец аптеки, член городской Думы г. Таганрога, почетный гражданин Таганрога[1].
- Стуканов, Леонид Александрович (1947—1998) — российский художник, педагог, член Союза художников России[5].
- Шабельников, Юрий Леонидович (1959) — российский художник.